# Tim Bogert
John Voorhis Bogert III, detto Tim (New York, 27 agosto 1944 – San Diego, 13 gennaio 2021), è stato un musicista statunitense.

## Biografia
Con Mark Stein, Vince Martell e Carmine Appice fondò il gruppo Vanilla Fudge, attivo nella seconda metà degli anni '60.
Nel 1970 fu tra i fondatori del gruppo Cactus. Nel 1972 fece parte del power trio Beck, Bogert & Appice insieme a Jeff Beck e Carmine Appice. Collaborò con Bob Weir (The Grateful Dead) al progetto Bobby & the Midnites.
Nel 1977 lavorò col gruppo britannico Boxer. Nel 2000 con Appice e Rick Derringer formò un gruppo chiamato DBA. L'anno prima era stato inserito nella sezione "rock" della Hollywood Walk of Fame.